# El cazador de fantasmas
El Cazador de Fantasmas (en inglés: Ghost Hunter) es el sexto y último libro de la sexalogía Crónicas de la prehistoria, de la escritora inglesa Michelle Paver. Una serie de aventuras prehistóricas que encantarán a niños y jóvenes de todas las edades.

## Argumento
La Noche de las Almas está cada vez más cerca. Eostra, la hechicera de los Búhos Reales, mantiene aterrorizados a los clanes en su intento de dominar el mundo de los vivos y de los muertos. Así, Torak debe abandonar el Bosque para buscar la guarida de la Devoradora de Almas en la Montaña de los Fantasmas. En compañía de Renn, emprende un peligroso viaje a través de parajes helados, durante el cual ambos descubrirán la fuerza de su vínculo y hallarán nuevas alianzas que los impulsarán a seguir adelante. Lobo, su fiel hermano de camada, tendrá que superar el dolor más atroz y evitar que la malvada hechicera le arrebate aquello que más quiere. El cazador de fantasmas es una historia sobre la supervivencia y el poder de la amistad en un mundo sombrío del más lejano pasado, en la que Torak llega al final de su viaje.